# شهرستان منگلا
شهرستان منگلا (به لاتین: Mengla County) یک منطقهٔ مسکونی در چین است که در ولایت خودمختار خیشوانگبانا دای واقع شده‌است. شهرستان منگلا ۷٬۰۵۶ کیلومتر مربع مساحت و ۱۹۴٬۳۶۰ نفر جمعیت دارد.